# Igreja Anglicana Evangélica Reformada da África do Sul
A Igreja Anglicana Evangélica Reformada da África do Sul (em inglês Reformed Evangelical Anglican Church of South Africa) (até 2013 chamada de Igreja da Inglaterra na África do Sul) é uma denominação anglicana e reformada na África do Sul. Foi constituída como uma federação de igrejas em 1935 e nomeou seu primeiro bispo em 1955. Embora seja uma igreja anglicana a igreja não faz parte da Comunhão Anglicana pro entender que a presença majoritária é de igrejas liberais progressistas na organização. A igreja tem, todavia, relações com Diocese de Sydney da Igreja Anglicana da Austrália que também tem uma visão similar quanto a Fé Reformada no Anglicanismo. 

## História

### Antés de 1939
A primeira Igreja Anglicana em serviço registrada na África do Sul foi organizada por um capelão naval em 1749. Após a ocupação britânica do Cabo em 1806, as congregações foram formadas e as igrejas foram formalmente construídas. 
Em 1847, um bispo anglo-católica foi nomeado para liderar a Igreja da Província da África Austral (atualmente Igreja Anglicana da África Austral) e desde então a igreja sofreu influência do Tracterismo. Parte dos membros da igreja não apoiaram o movimento e por isso se separaram em 1870 para formar a Igreja da Inglaterra na África do Sul. 

### Após 1939
O sínodo da Igreja de 1938 adotou a atual Constituição. O projeto foi preparado por Howard Mowll, o arcebispo anglicano de Sydney, na Austrália. O preâmbulo e declaração da constituição inclui a seguinte declaração: "A Igreja da Inglaterra na África do Sul, como a Igreja Protestante e Reformada, reafirma seu testemunho constante contra todas essas inovações na doutrina e no culto, pelo que a fé primitiva de tempos em tempos foi desfigurada ou sobreposta, e que na Reforma, a Igreja da Inglaterra fez repudiar e rejeitar."
James Hickenbotham fez uma proposta de união da Igreja da Província da África Austral (atual Igreja Anglicana da África Austral) com a Igreja da Inglaterra na África do Sul em 1953. Hickenbotham apresentou propostas, conhecidas como as Treze Pontos, como bases para a negociação. O sínodo 1954 da Igreja da Inglaterra na África do Sul rejeitou as propostas como a sua adoção, pois entendeu que em sua forma teria a colocado em uma posição enfraquecida em comparação com a Igreja da Província da África Austral. 
Em 1959 o Bispo Fred Morris do Igreja da Inglaterra  contatou Joost de Blank, o Arcebispo de Cidade do Cabo (Igreja da Província da África Austral), sugerindo negociações entre as duas igrejas, com vista à reconciliação. A Igreja da Inglaterra na África do Sul rejeitou esta abordagem
Em 1984 Dudley Foord foi nomeado pelo Sínodo como Bispo Presidente. Ele foi consagrada pelo arcebispo de Sydney, na Austrália antes de assumir as suas funções episcopais na África do Sul. George Alfred Swartz, o Bispo de Kimberley e Kuruman, representando o Sínodo Episcopal da Igreja Anglicana da África Austral, assistiram à consagração. Apesar do tom conciliatório na consagração de Foord, o Bispo Presidente da Igreja da Inglaterra na África do Sul não foi convidado para participar da Conferência de Lambeth realizada em 1988, quer como bispo da Igreja Anglicana ou como um bispo de uma igreja em plena comunhão com a denominação Anglicana. 
No Sínodo de 2013, a Igreja da Inglaterra na África do Sul votou para mudar sua razão social para Igreja Anglicana Evangélica Reformada da África do Sul, a IAER-AS. 
No Sínodo de 2014 Desmond Ingelsby renunciou como o bispo presidente devido à má saúde. O Sínodo nomeou vários bispos para desempenhar as funções do bispo presidente até a nomeação de um novo bispo presidente. Bishop Glen Lyons foi nomeado o presidente do grupo.

## Organização
A IAER-AS não faz parte da Comunhão Anglicana e nem da Conferência de Lambeth, contudo tem parte de seus pronunciamentos reconhecidos pela primeira por parte do Bispo Fred Morris. O mesmo mudou-se para a África do Sul em 1995 por causa do Arcebispo da Cantuária. Além disso houve em 2005 um controvércia na Igreja da Inglaterra sobre o reconhecimento de ordenações feitas ministros da Igreja Anglicana na África do Sul.
A denominação possui aproximadamente 150 congregações, 130 ministros ordenados  e 100.000 membros..

## Relações Intereclesiásticas
A denominação já foi membro da Fraternidade Reformada Mundial, uma organização internacional de igrejas reformadas conservadoras que inclui igrejas presbiterianas, congregacionais, batistas reformados, reformadas continentais e anglicanos reformados.

## Doutrina
A igreja eliminou de seu livro de oração todas as referências a regeneração batismal e permite o uso de suco de uva na comunhão ao invés de vinho.

## Escolas de Formação
Colégio George Whitefield  (CGW) é o centro de treinamento teológico oficial IAER-AS na Cidade do Cabo, modelado com base no Colégio Teológico Moore  em Sydney, Austrália. O principal fundador da CGW foi Broughton Knox; o presidente atual do Colégio é Mark Dickson. Outra faculdade da denominação é o Colégio Missionário Kwazulu-Natal Bíblia (anteriormente conhecida como Academia Trindade) em Pietermaritzburg, KwaZulu-Natal. 